# Cabazitaxel
Cabazitaxel (experimentele naam XRP-6258, huidige merknaam: Jevtana®) is een tweede-generatie taxaan, semi-synthetisch afgeleid van 10-deacetyl Baccatin III, het centrale intermediair geëxtraheerd uit de naalden van de Europese taxusboom.
Cabazitaxel werd ontwikkeld door sanofi-aventis en is geregistreerd door de FDA en EMA voor de behandeling van patiënten met gemetastaseerd, hormoon-refractair prostaatcarcinoom die eerder behandeld zijn met een docetaxel-bevattend schema.

## Werkingsmechanisme
Jevtana werd specifiek ontwikkeld om taxaanresistentie te voorkomen. In preklinische modellen toont Jevtana anti-tumor werking in resistente tumorcellen die overexpressie vertonen van het zogenaamde mdr-1 gen dat een rol speelt bij het ontstaan van resistentie tegen taxanen. Jevtana toont anti-tumor werking in tumoren die resistent zijn voor standaard chemotherapie, inclusief docetaxel.
Daarnaast is Jevtana een krachtige stabilisator van de microtubuli die een essentiële rol spelen bij de deling van cellen (mitose). Door de binding van Jevtana aan de microtubuli wordt de celdeling geremd, leidend tot celdood.

## Klinische studies
Jevtana werd vergeleken met mitoxantron, beiden in combinatie met prednison of prednisolon, in een direct-vergelijkende fase III studie (studie TROPIC). Met Jevtana verbetert significant de totale overleving (primair eindpunt) van 15,1 maanden versus 12,7 maanden met mitoxantron. De belangrijkste graad 3-4 bijwerkingen waren neutropenie en diarree. Momenteel wordt met cabazitaxel nog veel onderzoek verricht bij gemetastaseerd prostaatcarcinoom en andere vormen van kanker.